# Alladine et Palomides
Alladine et Palomides est une pièce de théâtre en cinq actes écrite en 1894 par le dramaturge belge Maurice Maeterlinck.

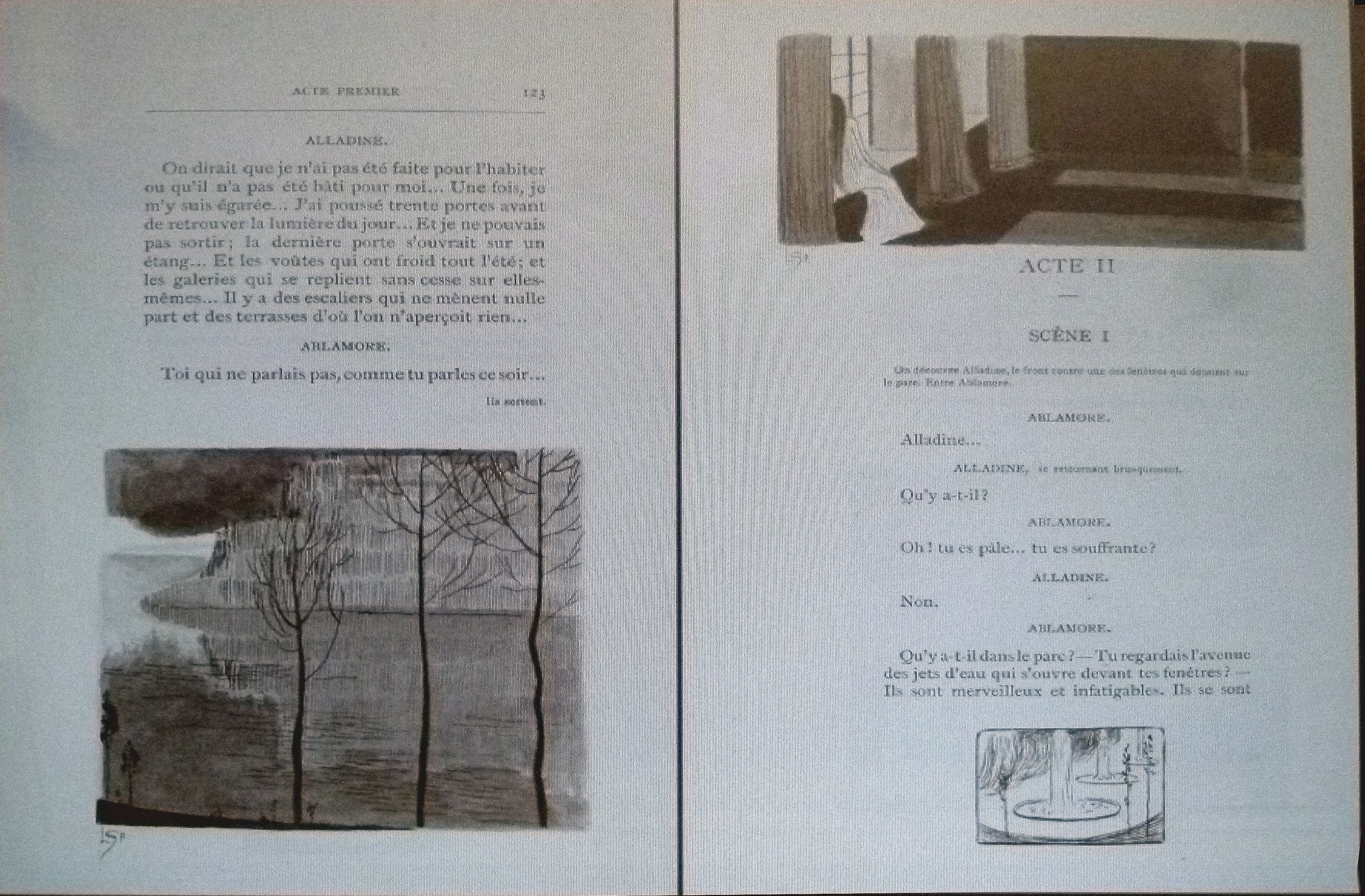
Deux pages avec illustrations par Léon Spilliaert

C'est l'un des « trois petits drames pour marionnettes », avec Intérieur et La Mort de Tintagiles.